# Présidence belge du Conseil de l'Union européenne en 2001
La présidence belge du Conseil de l'Union européenne en 2001 désigne la onzième présidence du Conseil de l'Union européenne effectuée par la Belgique depuis la création de l'Union européenne en 1958.
Elle fait suite à la présidence suédoise de 2001 et précède celle de la présidence espagnole du Conseil de l'Union européenne à partir du 1er janvier 2002.

## Compléments